# جوليا ويلكنسون
جوليا ويلكنسون (بالفرنسية: Julia Wilkinson) (و. 1987  م) هي سبّاحة كندية، ولدت في ستارتفورد، أونتاريو، شاركت في الألعاب الأولمبية الصيفية 2012، والألعاب الأولمبية الصيفية 2008، ودورة ألعاب الكومنولث 2010.

## التعليم
تعلمت في جامعة تكساس إيه اند إم.

## روابط خارجية
- جوليا ويلكنسون على موقع الاتحاد الدولي للسباحة (الإنجليزية)
- جوليا ويلكنسون على موقع SwimRankings.net (الإنجليزية)
- جوليا ويلكنسون على موقع اللجنة الأولمبية الدولية (الإنجليزية)
- جوليا ويلكنسون على موقع أوليمبيديا (الإنجليزية)
- جوليا ويلكنسون على موقع اللجنة الأولمبية الكندية (الإنجليزية)
- جوليا ويلكنسون على موقع اتحاد ألعاب الكومنولث (مؤرشف) (الإنجليزية)